# خليفة حفتر
خليفة بلقاسم حفتر (7 نوفمبر 1943 -) هوَ ضابط عسكري ليبي وقائدُ ما يُعرف بالجيش الوطني الليبي منذُ عام 2014. في الثاني من آذار/مارس 2015؛ عُيّن حفتر قائدًا للقوات المسلحة الموالية لمجلس النواب.
وُلد حفتر في مدينة أجدابيا وترعرعَ هناك. خدمَ في الجيش الليبي تحت قيادة معمر القذافي وشاركَ في انقلاب عام 1969 الذي أوصل القذافي إلى السلطة. شارك ضمنَ الكتيبة الليبية التي خاضت حرب يوم الغفران – رفقة قوات أخرى – عام 1973 ضدّ إسرائيل. بحلول عام 1987؛ أُسر حفتر أثناء الحرب ضد تشاد وذلك بعدما نصبت القوات التشاديّة فخًا أوقعتهُ به. شكّل هذا الأسر «إحراجًا كبيرًا» للقذافي ومثّل ضربة كبيرة لطموحات العقيد معمّر في تشاد. أثناءَ احتجازه؛ شكّل هو وزملاؤه مجموعة ضباط على أملِ الإطاحة بالقذافي فيما بعد. أُطلق سراحه في عام 1990 وذلك بعد صفقة مع حكومة الولايات المتحدة وقضى ما يقربُ من عقدين في مدينة لانغلي بولاية فرجينيا بالولايات المتحدة وهناك حصلَ على الجنسية الأمريكية. في عام 1993؛ وأثناء إقامته في الولايات المتحدة أُدين حفتر غيابياً بجرائم ضد الجماهيرية وحُكم عليه بالإعدام.
شغلَ حفتر مناصب عليا في القوات التي أطاحت بالقذافي في الحرب الأهلية عام 2011؛ وبعدَ ثلاث سنوات أصبحَ القائد العام للجيش الوطني الليبي، ادّعى حفتر في نفسِ السنة أنّ المؤتمر الوطني العام قد رفضَ التخليّ عن السلطة فشنَ حملة ضدّ المؤتمر وحلفائه من جمَاعات الإسلام السياسي. سمحت حملته العسكريّة تلك بإجراء انتخابات من أجلِ تعيين سلطةٍ بديلة عنِ المؤتمر الوطني العام لكنّ الأمور تطورت سريعًا فدخلت ليبيا مُجددًا في حرب أهلية ثانية.
في عام 2017؛ اتهم رمزي الشاعري نائب رئيس مجلس مدينة درنة والمحاميان ريان غودمان وأليكس وايت حفتر بارتكابِ جريمة حرب بسببِ إصداره أمرًا بقتلِ الأسرى أثناء الاستلاء على مدينة درنة. يُوصَف حفتر على أنه «أكثر أُمراء الحرب قوة في ليبيا» [بحاجة لمصدر مستقل] حيث قاتل «مع وضد كل الفصائل المهمة» في النزاع الليبي، كما يُوصف بأنه يَحكم «بقبضةٍ من حديد».

## الحياة المُبكّرة والتعليم
وُلد حفتر في أجدابيا فِي عام 1943، والتحقَ بمدرسة الهُدَى المحليّة عام 1957 ثم انتقل إلى مدينة درنة لإكمال تعليمه الثانوي بين عامي 1961 و1964. انضمّ إلى أكاديمية جامعة بنغازي العسكرية (والمعروفة أيضًا باسم الكلية العسكرية الملكية في بنغازي) في 16 أيلول/سبتمبر 1964 وتخرج منها عام 1966. في أواخر سبعينيات القرن العشرين؛ تلقّى خليفة تدريبًا عسكريًا في الاتحاد السوفيتي لمدة ثلاث سنوات إلى جانبِ ضباط آخرين كانوا قد أرسلوا للدراسة في الاتحاد السوفياتي. تلقى حفتر في وقتٍ لاحقٍ مزيدًا من التدريب العسكري في مصر، حيثُ كان يُركّز في تدريباته تلك على تعلّم سلاح المدفعية بمختلفِ أنواعه وأشكاله.

## المسيرة المهنيّة

### البداية
التحقَ حفتر وهوَ شابٌ بالجيشِ الليبي وزادت شهرته عندما شاركَ في انقلاب عام 1969 الذي أوصل معمر القذافي إلى السلطة حيثُ ساعدَ في الإطاحة بالملك الليبي محمد إدريس السنوسي. بعد ذلك بوقتٍ قصيرٍ؛ أصبحَ حفتر ضابطًا عسكريًا بارزًا في نظام القذافي. قاد القوات الليبية لدعمِ تلكَ المصرية في حرب أكتوبر، ومثل أعضاء آخرين من الاتحاد الاشتراكي العربي الليبي (المجلس العسكري الذي أطاح بالملكية)؛ كان حفتر علماني وناصري. كمَا كان عضوًا في مجلس قيادة الثورة الذي حكم ليبيا في أعقاب الانقلاب مباشرة.[تناقض] أصبح حفتر فيما بعد قائد أركان في نظام القذافي؛ وفي أواخر الثمانينات؛ قادَ القوات الليبية خلال الصراع التشادي الليبي وتحديدًا معركة وادي الدوم التي انتهت بهزيمة ليبيا فضلًا عن أسرهِ هناك.

### حرب تشاد
بحلول عام 1986؛ كانَ حفتر قد حصل على رتبة عقيد وكان آنذاك كبير ضُباط قوات القذافي العسكرية في تشاد. خلال الحرب؛ أُسر حفتر و600 حتّى 700 من رجاله قبل أن يتمّ الزجّ بهم جميعًا في السجنِ عقبَ هزيمتهم في الغارة الجوية على وادي دوم. بعد فترة وجيزة من المعركة التي اعتُبرت «كارثية» على النظام الليبي؛ تبرّأ القذافي من حفتر وسجناء الحرب الليبيين الآخرين الذين أسرتهم تشاد وَربما تصرّف معمر بهذه الطريقة بعد كان قد وقّع في وقتٍ سابقٍ اتفاقًا لسحب جميع القوات الليبية من تشاد وأن عمليات حفتر داخل الدولة الأفريقية كانت تُمثل انتهاكًا لذاك الاتفاق. تداولت وسائل إعلام أخرى سببًا ثانيًا لتخلي القذافي عن حفتر؛ وهَو احتمال عودة هذا الأخير إلى ليبيا كبطلٍ وطنيّ وبالتالي تشكيل تهديدٍ مباشر أو غير مباشر لحكم القذافي نفسه. في عامي 1986 و1987؛ اتهمت حكومة تشاد النظام في ليبيا – بما في ذلك حفتر كونهُ قائد تلك القوات – باستخدام الغازات السامة والنابالم ضدّ قوات الحكومة المركزية وحسبَ بعد المصادر فمن المُحتمل جدًا أنّ القوات الليبيّة قد استخدمت غاز الخردل في قنابل كانت تُلقيها بواسطة طائرة أنتونوف أن-26 في المراحل الأخيرة من الحرب في أيلول/سبتمبر 1987.

### المُعارضَة من الخارج
طالب القذافي بإعادة جنود حفتر إلى ليبيا؛ لكن الأمريكيين رتبوا لهم السفر إلى زائير بدلاً من ذلك. هناك؛ قرّر نصف الجنود العودة إلى ليبيا بينما لم يفعل النصف الآخر. في أواخر عام 1987؛ انضمّ حفتر ومجموعة من الضباط إلى الجبهة الوطنية لإنقاذ ليبيا وهي جماعة معارضة تدعمها الولايات المتحدة. في 21 حزيران/يونيو 1988؛ أُعلن عن إنشاء الجناح العسكري للجبهة الوطنيّة وتمّت تسميتهُ باسمِ الجيش الوطني الليبي. أوقفت واشنطن المساعدات الماليّة «للمعارضين الليبيين» في زائير فطردتهم هذهِ الأخيرة إلى كينيا. قدمت لهم كينيا إقامة مؤقتة فقط؛ وتفاوضت معَ وكالة المخابرات المركزية على تسوية في عام 1990؛ مما مكّن حفتر و300 من جنوده من الانتقال إلى الولايات المتحدة بموجب برنامج اللاجئين الأمريكي. في الواقع؛ [معلومة أم رأي؟] قلّلت نهاية الحرب الباردة من أهمية ليبيا كدولة ذات «موقع استراتيجي» مما أدى إلى تعليق برنامج تمويل حفتر من قِبل السي آي إيه.
في آذار/مارس 1996؛ شارك حفتر في «انتفاضة فاشلة» ضد القذافي في جِبال برقة قبلَ أن يعود إلى الولايات المتحدة. انتقلَ حفتر إلى ضواحي ولاية فرجينيا خارج واشنطن العاصمة وعاشَ في فولز تشيرش حتى عام 2007؛ ثمّ انتقل إلى فيينا في ولاية فرجينيا. من هناك؛ أدارَ حفتر اتصالاته وطوّر علاقاته معَ وكالة استخبارات الدفاع ووكالة المخابرات المركزية وكان دائمَ الدعم للعديد من المحاولات لإسقاط القذافي أو اغتياله.

### ثورة 17 فبراير
في عام 2011؛ عادَ حفتر إلى ليبيا لدعم ثورة 17 فبراير وأعلنَ متحدث عسكري أن حفتر قد عُيّن قائدًا للجيش الذي شُكّل بهدف الإطاحة بالنظام السابق لكنّ المجلس الوطني الانتقالي نفى ذلك. بحلول نيسان/أبريل من عام 2011؛ تولى عبد الفتاح يونس دور القائد الأعلى للقوات المسلحة فيما شغلَ عمر الحريري منصب رئيس الأركان بينَما تولّى حفتر منصبَ قائد القوات البرية برتبة فريق. اغتِيل يونس في وقت لاحق من ذلك الصيف، فلم يَجد حفتر «موقعًا مستقرًا» في الهياكل السياسية الجديدة في ليبيا ليعودَ إلى الولايات المتحدة لفترة من الوقت.

### عملية الكرامة
في شباط/فبراير 2014؛ ظهرَ حفتر في إعلانٍ متلفز على قناة كشفَ فيه أن المؤتمر الوطني العام وهو البرلمان المنتخب الذي مدد ولايته مؤخرًا من جانب واحد قد تم حله، داعيًا إلى تشكيلِ حكومة انتقالية للإشراف على الانتخابات الجديدة وحثّ الليبيين على «التمرد» ضد المؤتمر الوطني العام الذي كانت ولايته سارية في ذلك الوقت. في النهاية؛ لم يؤد نداءه أحد، حيثُ سرعان ما قوبلَ إعلانه بشكٍ كبيرٍ من قِبل رئيس الوزراء آنذاك علي زيدان الذي أدانَ أعمال حفتر واصفًا إيّاها «بالمحاولة الانقلابيّة السخيفة».
كانت إستراتيجية حفتر تتمثل بالأساسِ في الشروع في سلسلة من الاجتماعات في جميع أنحاء ليبيا؛ وبدعمٍ من زملائه الضباط السابقين لبناء جيشٍ بشكلٍ سرّي. بعد ثلاثة أشهر وبالتحديدِ في 16 أيّار/مايو؛ أعلنَ حفتر عن إطلاق ما سُمّيت بعملية الكرامة حيثُ شنّت القوات التابعة للمُشير هجومًا جويًا وبريًا مشتركًا على فصائل الإسلام السياسي في بنغازي فضلاً عن هجوم متواصل بالأسلحة الثقيلة علَى البرلمان الليبي. في وقت الهجوم على بنغازي؛ وردَ أن حفتر كان بالفعل هدفًا لمحاولات الاغتيال، حيثُ أوضحَ لأحد أصدقائه أنه كان على دراية تامة بمخاطر السلامة الشخصية التي تنطوي عليها أفعاله. في 20 أيار/مايو 2014؛ أي بعد أربعة أيام من الهجوم على بنغازي أعلنَ المؤتمر الوطني العام أنه قرر أخيرًا إجراء الانتخابات الوطنية المؤجلة منذ فترة طويلة والتي كانت ستُشكّل هيئة ستحلّ محلّ المجلس التشريعي المؤقت الذي يتخذ من طبرق مقراً له. حُدّد موعد الانتخابات في 25 حزيران/يونيو 2014.
في وقتٍ لاحقٍ من شهر أيار/مايو وَبعد طرده من منصبه من قِبل المؤتمر الوطني العام؛ أيّد علي زيدان عملية الكرامة، كما فعل 40 من أعضاء البرلمان، ورؤساء البحرية، وكذا القوات الجوية وعددٌ من المنتسبين للجيش. بحلول الرابع من حزيران/يونيو؛ فجّر انتحاري سيارته قُرب منزل حفتر شرق بنغازي مما أسفر عن مقتل 4 أشخاص وإصابة 3 آخرين على الأقل بينما لم يصب حفتر نفسه بأيّ أذى. على مستوى التحركات العسكريّة؛ وبالضبطِ في شرق ليبيا بقيت القوات الجوية والبرية الموالية حفتر في مكانها ولم تتقدّم نحو أيّ مدينة. وخلال شهري أيار/مايو وحزيران/يونيو؛ نُظمت العديد من المسيرات المؤيدة لعملية الكرامة في جميع أنحاء ليبيا. في الانتخابات البرلمانية التي جرت في 25 يونيو/حزيران؛ تغلّب العلمانيون على مرشحي الإسلام السياسي الذين شجبوا عمليّة الكرامة، فيما لم يُبدِ رئيس الوزراء عبد الله الثني تأييد عملية حفتر أو شجبها.
في 24 نوفمبر 2014 هاجمت الطائرات الحربية التابعة لقوات عملية الكرامة مطار معيتيقة الدولي في طرابلس مما تسبّب في إغلاقه بشكلٍ مؤقت كما ألحقت أضرارًا أيضًا بالمنازل القريبة منه. رداً على الهجوم على مطار معيتيقة؛ أصدرت محكمة في طرابلس مذكرة توقيف بحق خليفة حفتر.

### الحرب الأهليّة الثانيّة
أصبحَ حفتر قائدًا رسميًا لما يُعرف بالجيش الوطني الليبي المُعيّن من قِبل مجلس النواب الذي كان مُعترفًا به دوليًا حتى الثاني من آذار/مارس 2015. في وقتٍ لاحقٍ من نفسِ العام؛ انقسمت القوات المسلحة الليبية إلى الجيش الليبي التابع لحكومة الوفاق الوطني من جهة والجيش الوطني الليبي تحتَ قيادة حفتر من جهة ثانيّة. بعد ثلاث سنوات من الحملات العسكرية؛ أعلنَ حفتر في أوائل تمّوز/يوليو 2017 في خطاب متلفز أن قواته سيطرت أخيرًا بالكامل على بنغازي ثاني أكبر مدينة ليبية. اعتبرَ الكثيرون انتصار حفتر العسكري تعبيرًا عن طموحاته العسكرية والسياسية المتنامية ولا سيما نيّته تأمين السيطرة العسكرية على المناطق الحسّاسة في شرق ليبيا فيما قالَ منتقديه أنّه تعمّد جمع ميليشياته عبر سنوات والدخول في حرب مع فصائل وميليشيات أخرى من أجل تعزيز دوره السيّاسي في المستقبل.
بعد عودة حفتر للظهور منذ عام 2014؛ تكرّرت التجمّعات في مناطق متفرّقة من ليبيا للاحتفالِ بدورهِ في ما وُصف «توحيد وقيادة المعركة ضد الدولة الإسلامية بنجاح» فيما قالت عدة مصادر أخرى أن دور حفتر في قتال داعش قد تم المبالغة فيه؛ وعلى سبيل المثال لا الحصر قصفت قوات حفتر عام 2016 جماعة إسلامية تُعرف باسم مجلس شورى مجاهدي درنة الذي كان وراء الإطاحة الناجحة بداعش في مدرينة درنة. علاوة على ذلك؛ تساءلَ الخبراء عما إذا كان بإمكان الجيش الوطني الليبي أن يُسيطر على كامل الأراضي أو ما إذا كان حفتر عينهُ سيسمح لأي قائد عسكري أو سياسي مُنتخب بتوجيه أو قيادة جيش أو حكومة وطنية في حال تحقق هذه الفرصة في المستقبل.

الوضع العسكري في الحرب الأهلية الليبية في عام 2019.
مناطق تقبعُ تحت سيطرة مجلس النواب الليبي وما يُعرف بالجيش الوطني الليبي
مناطق تقبعُ تحت سيطرة حكومة الوفاق الوطني المُعترف بها دوليًا

لا يزالُ حفتر حازمًا على أن أحد أهداف عملية الكرامة هو تفكيك الفرع الليبي للإخوان المسلمين بالإضافةِ إلى تفكيكِ جماعات أخرى – لعبت دورًا مهمًا في إسقاط نظام القذافي – والتي يعتبرها «منظمات إرهابية». ومع ذلك؛ لاحظَ الصحفيون والنقاد في السنوات الأخيرة أنه على الرغم من ادعاء حفتر محاربة جماعات الإسلام السياسي؛ فإنّه تعاونَ ويتعاون باستمرار مع المنظمات السلفية المُتمركزة في شرق ليبيا وقد أنتجت علاقاته بهذه الجماعات شراكة متبادلة المنفعة في إدارة المناطق التي تسيطر عليها قوات حفتر وكذلك في القتال العسكري ضد جماعات الإسلام السياسي وخاصة الإخوان المسلمين وأنصار الشريعة. جديرٌ بالذكر هنا أنّ بعض الجماعات السلفية المُتحالفة مع حفتر كانت جزءًا من الميليشيات المتمركزة في برقة والتي قاتلت تحت قيادته وانتشرت في النهاية في بنغازي وجبل الأخضر وأجدابيا. وكما أكد أحمد صلاح علي في تقريره الصادر في حزيران/يونيو 2017 الصادر عن المجلس الأطلسي؛ فإنّ حفتر يحتاج إلى «الدعم السلفي» بسبب افتقاره إلى القوات والموارد على أرض الواقع في حين استفاد حلفاؤه السلفيون استفادة كبيرة من خِلال سيطرتهم على الخطاب الديني وتزايدِ قوتهم العسكرية في شرق ليبيا.
في تمّوز/يوليو 2017؛ انتشرَ فيديو على شبكة الإنترنت يُظهر قوات تابعة لحفتر وهي تُعدم 20 من مقاتلي داعش. خلقَ الفيديو جدلًا كبيرًا حيثُ دعت الأمم المتحدة ما يُعرف بالجيش الوطني الليبي للتحقيق في عمليات الإعدام دون محاكمة للسجناء. بشكلٍ عام؛ حصلت عديدُ الانتهاكات في المناطق الخاضعة لسيطرةِ قوات حفتر كما قامت هذه الأخيرة بالحد من الحريات المدنية بدرجةٍ كبيرة. اعتبارًا من آب/أغسطس 2016؛ رفضَ حفتر دعم مجلس الأمن التابع للأمم المتحدة لحكومة الوفاق الوطني وكرّر باستمرار أن ما تقومُ بهِ الولايات المتحدة وحلفائها «يعرض استقرار ليبيا للخطر»؛ فيما يرى محللون آخرون عرب وغربيون إلى أنه يمكن اعتبار حفتر «أكبر عقبة أمام السلام في ليبيا» لأنه يخشى من أن التعاون مع الجيش الليبي قد يؤدي إلى نهاية نفوذه في شرق ليبيا.
يحظى حفتر لدعمٍ مباشرٍ من دولة الإمارات العربية المتحدة ومصر، فيما أفادت ميدل إيست آي أن القوات الجوية البريطانية والفرنسية والأمريكية والإماراتية ساعدت قوات حفتر في تحليلِ تسجيلات مراقبة الحركة الجوية. بحلول تشرين الأول/نوفمبر 2016؛ قامَ حفتر برحلةٍ ثانية إلى روسيا للقاء وزير الخارجية سيرجي لافروف ووزير الدفاع سيرجي شويغو. أفيد حينها أن خليفة كان يبحث عن أسلحة ودعمٍ من روسيا؛ لكنّ هذه الأخيرة لم تكن مهتمّة حينها لتركيزها على معرفة سياسات إدارة ترامب الجديدة. في 26 كانون الأول/ديسمبر من نفسِ العام؛ ورد أن روسيا قد ألقت بثقلها وراء حفتر قائلة إنه يجب أن يكون له دور في قيادة ليبيا، ومنذ ذلك الحين عالجت روسيا جرحى الجيش الوطني الليبي الجرحى كما عملت على مساعدة الحكومة التي تتخذ من طبرق مقرًا لها ووقعت اتفاقات حصرية تسمح للحكومة الروسية بإنشاء قاعدتين عسكريتين إضافيتين في شرق ليبيا. لاحظ عددٌ من الخبراء وعلى رأسهم جورجيو كافيرو ودانييل فاجنر أن «موسكو ستدعمُ حفتر – وليس «الحكومة الضعيفة» التي تدعمها الأمم المتحدة وبعض الدول الغربية – باعتبارهِ «الحصن الواقعي الوحيد» ضد التطرف في ليبيا ما بعد مرحلة القذافي.»
في 5 نوفمبر من عام 2017؛ وصفَ القائد السابق في صفوف عملية الكرامة والمتحدث السابق باسمها محمد حجازي وصفَ خليفة حفتر بأنه «السبب الرئيسي للأزمة التي تشل البلاد.» وذلك بعد مغادرته عملية الكرامة في كانون الثاني/يناير 2016 بسبب ما سمّاها «القيادة الفَاسدة». تحدّث حجازي منذ ذلك الحين ضد حفتر؛ ووصفهُ بأنه «طاغية» ووصف ما يقومُ به جيشه من قتلٍ وخطفٍ ودمارٍ وإخفاء قسري. كقائد ومتحدث سابق في العملية؛ يدّعي محمد حجازي أن لديه علمًا بأن حفتر يؤجل الحرب عن عمد وتحديدًا في بنغازي كما يرى حجازي أن حياته في خطر كبير «خاصة أن بحوزته مستندات رسمية يمكن أن تُلحق الضرر بقوات عملية الكرامة وقادتها.»
ونقلت صحيفة «وول ستريت جورنال» الأمريكية عن الدبلوماسي الذي اطلع على تقرير سري للجنة الخبراء التابعة للجنة العقوبات الخاصة بليبيا، أن الإمارات انتهكت حظر السلاح وصعدت من الدعم العسكري لحفتر لاحتواء النفوذ التركي في البلاد أيضاً.  وذكرت الصحيفة الأمريكية أن سلاح الجو الإماراتي أرسل، بين شهري يناير وأبريل الماضيين، نحو 150 رحلة يعتقد الخبراء الأمميون أنها تحمل ذخيرة وأنظمة دفاعية، إضافة لعشرات الرحلات خلال الصيف باستخدام طائرة نقل عسكرية أمريكية من طراز «سي-17» (C-17)، التي استمرت حتى بعد فشل هجوم حفتر على طرابلس.

### معركة طرابلس
في 4 نيسان/أبريل 2019؛ دعا حفتر قواته العسكرية إلى التقدم نحو طرابلس عاصمة الحكومة الليبية المعترف بها دوليًا من أجلِ السيطرة عليها. قوبل ذلك بتوبيخٍ من أنطونيو غوتيريش الأمين العام لمجلس الأمن التابع للأمم المتحدة. في 7 نيسان/أبريل شّنت الطيران التابع للمشير غارة جوية على الجزء الجنوبي من طرابلس حيثُ استهدفَ مجمع باب العزيزية العسكري. في وقت لاحق من ذلك الشهر؛ اعترفَ الرئيس الأمريكي دونالد ترامب بالدور المهم الذي لعبه حفتر في «مكافحة الإرهاب وتأمين موارد ليبيا النفطية» وناقشَ الثنائي «رؤية مشتركة» للانتقال إلى «نظام سياسي ديمقراطي مستقر».
في أعقاب النكسات العسكرية الضخمة التي تلقتها قوات حفتر في حزيران/يونيو 2019 على يدِ قوات حكومة الوفاق وذلك بعدما فشلَ في الاستيلاء على طرابلس؛ أمر خليفة حفتر ما يُعرف بالجيش الوطني الليبي باستهدافِ السفن والشركات التركية كما أمرَ باعتقال المواطنين الأتراك في البلاد. بعد توجيه كل هذه التهديدات إلى أنقرة؛ اختطفت قوات حفتر فعلًا ستة مدنيين أتراك على متنِ سفين في الأول من تمّوز/يوليو فردّت وزارة الخارجية التركية على عمليات الاختطاف قائلةً: «نتوقع إطلاق سراح مواطنينا على الفور وإلا ستُصبح عناصر حفتر أهدافًا مشروعة لطيراننا.» سويعات بعد ذلك حتى أُعلن عن إطلاق سراح المُعتقلين الأتراك والتراجع عن كل التهديدات السابقة.

### ترشحه للإنتخابات الرئاسية 2021
أعلن اللواء المتقاعد خليفة حفتر ترشحه رسميا للانتخابات الرئاسية المقرر إجراؤها في 24 ديسمبر 2021 في كلمة بثتها وسائل إعلام ليبية. وقال في الكلمة : «أعلن ترشحي للانتخابات الرئاسية، ليس طلبا للسلطة أو بحثا عن مكان، بل لقيادة شعبنا في مرحلة مصيرية». وبعد إعلان الترشح، توجه حفتر إلى مقر مفوضية الانتخابات في بنغازي (شرق)، وقدم أوراق ترشيحه رسميا. وقال لصحافيين قبيل مغادرته مقر المفوضية «المرحلة المقبلة صعبة»، مطالبا الليبيين بـ«الاختيار الصحيح الذي لا يندمون عليه مرة ثانية» حسب تعبيره.
وعلق حفتر في 22 سبتمبر الماضي مهامه العسكرية رسميا، تمهيدا للترشح للانتخابات، عملا بما ينص عليه القانون الانتخابي الذي أقره البرلمان الذي يتخذ من شرق ليبيا (طبرق) مقرا له، وانتقده البعض على أنه مفصل على قياس حفتر. بحيث يسمح له القانون في حال لم يتم انتخابه بالعودة إلى مهامه السابقة.
في 24 نوفمبر 2021، أعلنت مفوضية الإنتخابات الليبية قبول ترشح حفتر رسميا وذكرت وسائل إعلام ليبية الأحد 28 نوفمبر، أن لجنة الطعون الابتدائية بمحكمة استئناف بنغازي رفضت الطعن المقدم من المرشح الرئاسي عبد المجيد سيف النصر ضد ترشح حفتر للرئاسة.
يذكر أن النائب العام العسكري في ليبيا قد طالب الخميس 25 نوفمبر بتنفيذ أوامر الضبط بحق المشير خليفة حفتر على خلفية 5 قضايا ومخالفته القانون العسكري، وفق إعلام محلي. كما توقعت بعض وسائل الإعلام استبعاد ترشح حفتر بسبب حصوله على الجنسية الأمريكية ويرجح محللون أن الأخير سيتخلى عن هذه الجنسية لضمان ترشحه.

## الحياة الشخصية
حفتر هو مواطن مزدوج الجنسيّة؛ حيثُ يملك جنسية أمريكية إلى جانبِ جنسيته الليبيّة. لدى حفتر خمسة أبناء وابنة وهم صدام حفتر وخالد حفتر اللذانٍِ يعملان كضابطيِ في الجيش الوطني الليبي بالإضافةِ إلى الصادق حفتر الذي يقطنُ ليبيا والابنان الآخران همَا عقبة حفتر الذي يعمل في مجال العقارات والمنتصر حفتر أمّا ابنتهُ الوحيدة فهي أسماء حفتر وتعيشُ في فرجينيا بالولايات المتحدة.
في 12 نيسان/أبريل 2018؛ أُفيد أن حفتر دخل فِي غيبوبة بعد إصابته بجلطة دماغية وتم نقله إلى المستشفى تحت العناية المركزة في باريس. ذكرت وسائل إعلام مَحلية في وقت لاحق أن المشير خليفة حفتر قد مات؛ لكنّ مصادر مقربة منه نفت تلكَ الشائعات وأكّدت أنه لا زالَ على قيد الحياة. بحلول 25 نيسان/أبريل؛ تم التأكيد على أن حفتر على قيد الحياة حيثُ عادَ إلى بنغازي بعد تلقي العلاج في باريس.
إلى جانب لغته الأم العربية؛ يتحدث حفتر أيضًا الإنجليزية والإيطالية والروسية بالإضافةِ إلى اللغة الفرنسية.

## روابط خارجية
- خليفة حفتر على موقع IMDb (الإنجليزية)
- خليفة حفتر على موقع IMDb (الإنجليزية)
- خليفة حفتر على موقع الموسوعة البريطانية (الإنجليزية)
- خليفة حفتر على موقع مونزينجر (الألمانية)